# For the Punx
For the Punx è il primo album del gruppo musicale The Casualties, pubblicato nel 1997.

## Tracce
1. For the Punx – 2:34
2. Ugly Bastard – 1:44
3. City Life – 2:26
4. Riot – 1:51
5. Casualties – 1:50
6. Who's Gonna Be – 2:29
7. Police Brutality – 1:54
8. Punx & Skins – 1:44
9. Destruction & Hate – 1:56
10. Two Faced – 1:51
11. Chaos Punx – 2:08
12. Punk Rock Love – 2:06